# Bahnstrecke Petingen–Ettelbrück
| Strecke bei Bissen |                      |                                  |                                  |
| Streckennummer: | Ligne 2 (CFL)        |                                  |                                  |
| Streckenlänge: | 52 km                |                                  |                                  |
| Spurweite: | 1435 mm (Normalspur) |                                  |                                  |
| |                      |                                  |                                  |
| \| \| \| von Bois Châtier und von Athus \| \| \| \| 0,00 \| Petingen \| Petingen \| \| \| \| nach Esch und nach Luxemburg \| \| \| \| \| Korn \| \| \| \| 4,70 \| Niederkerschen \| Niederkerschen \| \| \| 8,50 \| Küntzig \| Küntzig \| \| \| \| nach Autel \| \| \| \| 14,47 \| Kahler \| Kahler \| \| \| \| \| \| \| \| 0,0 \| Kleinbettingen Luxemburg ↔ Namur \| Kleinbettingen Luxemburg ↔ Namur \| \| \| \| \| \| \| \| 1,20 16,58 \| Hagen \| Hagen \| \| \| 18,40 \| Steinfort \| Steinfort \| \| \| 22,70 \| Eischen \| Eischen \| \| \| \| Hobscheider Tunnel (690 m) \| \| \| \| 28,35 \| Hovelingen-Beckerich \| Hovelingen-Beckerich \| \| \| 31,08 \| Nördingen \| Nördingen \| \| \| \| Schmalspurbahn nach Martelingen \| \| \| \| 33,59 \| Reichlingen-Everlingen \| Reichlingen-Everlingen \| \| \| 37,17 \| Useldingen \| Useldingen \| \| \| 38,91 \| Böwingen \| Böwingen \| \| \| 44,34 \| Bissen \| Bissen \| \| \| 47,53 \| Colmar-Werk \| Colmar-Werk \| \| \| 48,38 \| von Luxemburg \| von Luxemburg \| \| \| 50,08 \| Schieren \| Schieren \| \| \| 52,19 \| Ettelbrück \| Ettelbrück \| \| \| \| nach Grevenmacher \| \| \| \| \| nach Troisvierges \| \| |                      |                                  |                                  |
| |                      | von Bois Châtier und von Athus   |                                  |
| Bahnhof | 0,00                 | Petingen                         | Petingen                         |
| Abzweig ehemals geradeaus und nach rechts |                      | nach Esch und nach Luxemburg     | nach Esch und nach Luxemburg     |
| Brücke über Wasserlauf (Strecke außer Betrieb) |                      | Korn                             | Korn                             |
| Haltepunkt / Haltestelle (Strecke außer Betrieb) | 4,70                 | Niederkerschen                   | Niederkerschen                   |
| Bahnhof (Strecke außer Betrieb) | 8,50                 | Küntzig                          | Küntzig                          |
| Abzweig geradeaus und nach links (Strecke außer Betrieb) |                      | nach Autel                       | nach Autel                       |
| Haltepunkt / Haltestelle (Strecke außer Betrieb) | 14,47                | Kahler                           | Kahler                           |
| |                      |                                  |                                  |
| Kreuzung geradeaus oben (Strecke geradeaus außer Betrieb) · Bahnhof quer | 0,0                  | Kleinbettingen Luxemburg ↔ Namur | Kleinbettingen Luxemburg ↔ Namur |
| |                      |                                  |                                  |
| Dienststation / Betriebs- oder Güterbahnhof | 1,20 16,58           | Hagen                            | Hagen                            |
| Betriebs-/Güterbahnhof Strecke ab hier außer Betrieb | 18,40                | Steinfort                        | Steinfort                        |
| Bahnhof (Strecke außer Betrieb) | 22,70                | Eischen                          | Eischen                          |
| Tunnel (Strecke außer Betrieb) |                      | Hobscheider Tunnel (690 m)       | Hobscheider Tunnel (690 m)       |
| Haltepunkt / Haltestelle (Strecke außer Betrieb) | 28,35                | Hovelingen-Beckerich             | Hovelingen-Beckerich             |
| Bahnhof (Strecke außer Betrieb) | 31,08                | Nördingen                        | Nördingen                        |
| Abzweig geradeaus und nach links (Strecke außer Betrieb) |                      | Schmalspurbahn nach Martelingen  | Schmalspurbahn nach Martelingen  |
| Haltepunkt / Haltestelle (Strecke außer Betrieb) | 33,59                | Reichlingen-Everlingen           | Reichlingen-Everlingen           |
| Bahnhof (Strecke außer Betrieb) | 37,17                | Useldingen                       | Useldingen                       |
| Haltepunkt / Haltestelle (Strecke außer Betrieb) | 38,91                | Böwingen                         | Böwingen                         |
| Betriebs-/Güterbahnhof Strecke bis hier außer Betrieb | 44,34                | Bissen                           | Bissen                           |
| Dienststation / Betriebs- oder Güterbahnhof | 47,53                | Colmar-Werk                      | Colmar-Werk                      |
| Abzweig geradeaus und von rechts | 48,38                | von Luxemburg                    | von Luxemburg                    |
| Haltepunkt / Haltestelle | 50,08                | Schieren                         | Schieren                         |
| Bahnhof | 52,19                | Ettelbrück                       | Ettelbrück                       |
| Abzweig geradeaus und nach rechts |                      | nach Grevenmacher                | nach Grevenmacher                |
| |                      | nach Troisvierges                |                                  |

Die Bahnstrecke Petingen–Ettelbrück (auch bekannt als Attertstrecke, luxemburgisch Atertlinn) ist eine größtenteils stillgelegte Bahnstrecke im Großherzogtum Luxemburg. Heute werden nur noch zwei kurze Streckenabschnitte der ehemals 52 km langen, eingleisigen nie elektrifizierten Strecke im Güterverkehr bedient.

## Geschichte
Erbaut und betrieben wurde die Strecke von der Prinz-Heinrich-Eisenbahngesellschaft.
Der erste Abschnitt Petingen–Steinfort wurde am 1. August 1873 eröffnet. Großkunde der Bahnstrecke war das Steinforter Hüttenwerk. 1876 wurden 8000 Waggons Minette, 2700 Waggons Koks und 2400 Waggons mit Gusseisen transportiert (insgesamt 13.100 Waggons zu je ca. 10 Tonnen). Die Transportkosten betrugen für eine Tonne Minette 1,95 Franc, wobei dieser Betrag vom Hüttenwerk als zu hoch eingestuft wurde.
Zunächst war noch ein Kopfmachen in Kleinbettingen notwendig, 1877 wurde die Spitzkehre beseitigt, die Bahnstrecke kreuzte nun die Bahnstrecke Namur–Luxemburg auf einer Brücke und mündete kurz vor dem Bahnhof Hagen wieder in die alte Strecke ein. Personenzüge wurden dennoch weiter über Kleinbettingen geführt, was eine erhebliche Fahrzeitverlängerung bedeutete und die Strecke in späteren Jahren für den Personenverkehr wenig attraktiv machte.

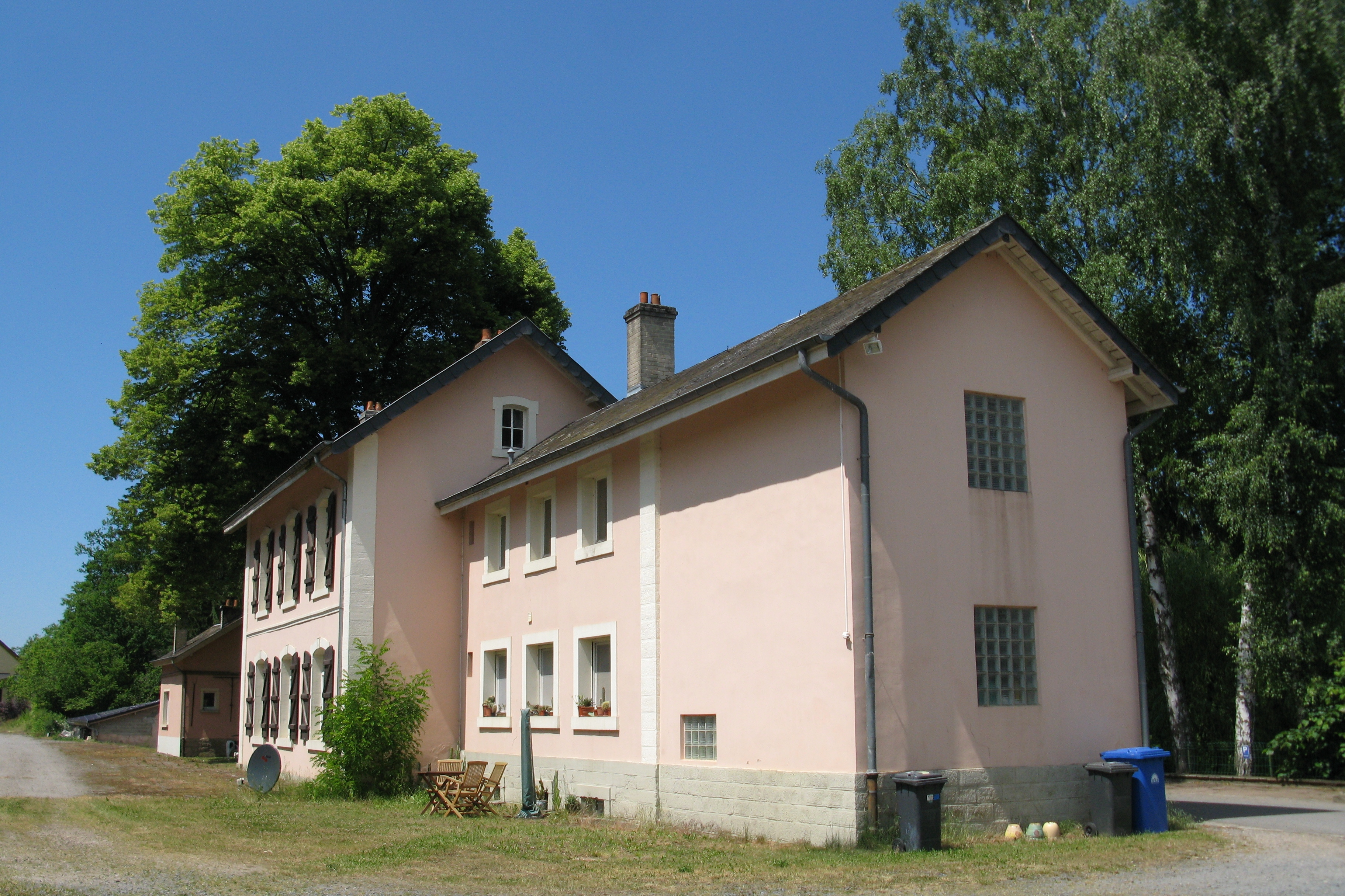
Empfangsgebäude von Useldingen

Die Fortsetzung bis Ettelbrück wurde am 17. April 1880 eröffnet. Auf diesem Streckenabschnitt befand sich mit dem 690 m langen Hobscheider Tunnel der damals längste Eisenbahntunnel in Luxemburg. Seine Länge wurde erst 1889 durch Lengeler Tunnel der Vennbahn übertroffen.
Die Strecke wurde vor allem im Interesse der Montanindustrie für den Transport von Eisenerz und Steinkohle zwischen den Industriegebieten im Südwesten von Luxemburg und dem Deutschen Reich gebaut. Der Personenverkehr blieb stets bescheiden, nur im Berufsverkehr zwischen Nördingen und Petingen sowie Kleinbettingen hatte die Verbindung eine gewisse Bedeutung. Nach der Eröffnung der Vennbahn verstärkte sich das Transportaufkommen noch, da die Verbindung über die Attertstrecke und die Vennbahn nun auch die Züge zwischen Luxemburg und dem Deutschen Reich befuhren, die vorher den längeren Weg durch Belgien nutzen mussten. Die Blütezeit währte aber nur kurz, da 1900 mit der Bahnstrecke Petingen–Luxemburg eine noch kürzere Verbindung ihren Betrieb aufnahm. Als das Steinforter Hüttenwerk 1932 seine Tätigkeit einstellte, begann der Niedergang auch der Eisenbahnstrecke.
Den Zweiten Weltkrieg überstand die Attertstrecke weitgehend unbeschädigt, nur zwei Brücken bei Schieren wurden zerstört.
Im Mai 1948 wurde der vereinfachte Nebenbahndienst eingeführt und die bisherige Hauptbahn zur Nebenbahn heruntergestuft. Der Personenverkehr auf der gesamten Strecke wurde am 24. September 1967 eingestellt, der Güterverkehr nur noch nach Bedarf durchgeführt. Auch der wurde am 19. Mai 1969 eingestellt, lediglich die Abschnitte Kleinbettingen–Steinfort und Colmar-Werk–Ettelbrück wurden noch bedient. Seit 1975 wird auch Bissen wieder angefahren, da dort ein großer metallverarbeitender Betrieb ein Anschlussgleis erhielt.